# Piophila lituratus
Piophila lituratus är en tvåvingeart som beskrevs av Axel Leonard Melander och Arnold Spuler 1917. Piophila lituratus ingår i släktet Piophila och familjen ostflugor. Inga underarter finns listade i Catalogue of Life.